# Червоногребельська ЗОШ І-ІІІ ступенів
Червоногребе́льська ЗОШ І-ІІІ ступенів — загальноосвітня школа І—ІІІ ступенів розташована у селі Червона Гребля

## Проблеми, над якими працює школа
- Навчальна: «Компетентісний підхід до організації навчально-виховного процесу як об'єктивний чинник поліпшення якості освіти»
- Виховна: «Створення умов освітнього середовища для самовизначення та самореалізації особистості, шляхом впровадження інноваційних технологій у виховному процесі»

## Історія
Червоногребельська ЗОШ І-ІІІ ступенів була заснована у 1793 році.

### Церковно-приходська школа
У селі Червона Гребля була церковно-приходська школа, яка знаходилась в церковному будинку. У 1800 році була заснована двокласна приходська школа. В часи Франко-російської війни, коли Наполеон напав на Росію, священик збирав у школі людей і розповідав про воєнні події. Навчання в школі проходило на слов'янській мові. Воно було доступне дітям, що мали добру пам'ять. Всі уроки вивчались напам'ять. Дитина, яка не вивчила уроку, суворо каралась різками, або стояла перед класом з голими коліньми на гречці. Черговий учень мав у свій обов'язок нарізати сніп різок для порушників, і всі різки використовувались за 1-2 дні. В перший рік навчання у школі Попової Греблі вивчали слов'янську граматику, а після граматики вивчали Закон Божий, псалтир, гражданську граматику і грамоту, письмо і арифметику. Головним предметом був Закон Божий, а всі інші лише служили йому. На уроках вивчались церковні співи.

### Міністерське народне училище
В 1875 році цю школу перетворено в Міністерське народне училище(трьохкласна школа), з трьохрічним викладанням по програмі виданій для однокласних шкіл. В трьохкласній школі викладались: Закон Божий, слов'янська та російська мова, арифметика, краснопісаніє, читання. Міністерське училище Попової Греблі знаходилось у власному будинку, що був подарований князем Орловим. Навчання в школі проводилось священиком-законовчителем, призначеним від міністерства. Вчителі школи мали звання народних вчителів, яке отримували, закінчивши учительську семінарію. Вони складали спеціальний екзамен на звання народного вчителя.

### Школа для дівчаток
У 1887 році в Поповій Греблі була відкрита школа для дівчаток, яка знаходилась в церковному будинку. Навчання з дівчатками вела тільки вчителька, яка призначалася єпархіальним начальством. У школі для дівчаток викладались, крім заданих предметів церковної школі, ще і рукоділля. Ця школа проіснувала аж до 1918 року. Міністерське училище знаходилось у своєму застарілому будинку до 1913 року.

### Червона школа
У 1913 році Ольгопільське земство побудувало новий цегляний будинок з червоної цегли, а тому цю школу досі населення називає Червоною школою. До 1959 року семирічна Червоногребельська школа знаходиться в цьому будинку, де є чотири класні кімнати, коридор і учительська. Крім Червоної школи, була ще Біла школа розташована на подвір'ї колгоспу у колишньому попівському будинку, який був аварійний і розвалений у 1958 році. Найдовше працював у школі у дореволюційні часи і майже до 1944 р. учитель Куземський Сергій Іванович. Вчитель був широко освічений, вимогливий. Діти сиділи на підлозі і писали по ній крейдою, а учні, що більше відвідували школу, писали грифелем по грифельній дошці.

### Сучасне приміщення школи
У 1959 році було побудовано і введено в дію сучасне приміщення школи. У 1988 році зроблено капітальний ремонт школи, проведено водогін та підключено школу до центрального опалення.

## Педагогічний колектив школи

### I категорія
| Соколов Р. Ю.     | директор школи, біологія, хімія ;                               |
| Кафльовська Т. Є. | початкові класи;                                                |
| Слєпа М. П.       | математика; фізика;                                             |
| Олійник Т. В.     | заступник директора з виховної роботи; математика; інформатика; |
| Морозов О. О.     | заступник директора навчально-виховної роботи; географія,       |

### II категорія
| Гусак О. Т.    | історія, правознавство;             |
| Скрипник Н. М. | укр. мова та літер., етика;         |
| Слєпий І. І.   | фізичне виховання;                  |
| Шепель Н. Т.   | укр..мова та літ;                   |
| Шепель Л. Л.   | початкові класи;                    |
| Шепель О. В.   | фізичне виховання, Захист Вітчизни; |

### Спеціаліст
| Михайленко А.О.   | світова літер.;                           |
| Частоколян І.В.   | початкові класи;                          |
| Сібіковська В. М. | початкові класи;                          |
| Гребенщекова О.П. | трудове навчання;                         |
| Калінін М. В.     | англ. мова;                               |
| Тернавський Б. В. | музика, образотворче мистецтво;           |
| Гончар К. Є.      | педагог-організатор;                      |
| Соколова А. М.    | соціальний-педагог,бібліотекар, біологія; |